# 合志市立西合志南中学校
合志市立西合志南中学校（こうししりつ にしごうしみなみちゅうがっこう）は、熊本県合志市にある公立中学校。

## 沿革
- 1980年4月1日 - 西合志町立西合志南中学校として西合志中学校から分離し開校。
- 2006年2月27日 - 合志市の発足に伴い、合志市立西合志南中学校に改称。
- 2013年 - 体育館、武道場を新築。
- 2014年 - 運動場のトイレを改築。校舎増築。
- 2017年 - 体育館を改築。
- 2021年4月1日 - 一部を合志楓の森中学校に分離。

## 概要
2020年12月30日現在
- 生徒894名 職員77名
- 通常学級24個(内訳は1年8個、2年8個、3年7個)

## 学区
- 西合志南小学校 通学区域
- 西合志東小学校 通学区域

## 交通
- 熊本電気鉄道菊池線 三ツ石駅下車。

## 行事
- 4月　入学式
- 5月　体育大会
- 10月　西南文化の日/合唱コンクール
- 12月　修学旅行

　3月　卒業式

## 生徒会活動
生徒会長1人 副会長3人(3年2人・2年1人) 書記2人(3年1人・2年1人)
各委員会 委員長・副委員長
の構成でなっている。

## 部活動
体育系
- 剣道部
  - 平成17年度 第35回 全国中学校剣道大会　男子個人優勝　　
  - 平成21年度 第39回 全国中学校剣道大会　女子個人準優勝
- 柔道部
  - 平成19年度 第38回 全国中学校柔道大会　男子66kg級 個人優勝
- 軟式野球部
- サッカー部
- 陸上部
- 男子ソフトテニス部
- 女子ソフトテニス部
- 男子バスケットボール部
  - 令和4年度 県中体連 優勝 九州大会出場
- 女子バスケットボール部
  - 令和4年度 菊池郡市中体連 優勝 県大会出場
- 男子卓球部
- 女子卓球部
- 女子バレー部
- 水泳部
  - 平成27年度　熊本県中学校総合体育大会水泳競技大会　男子総合優勝、九州大会出場

文化系
- 吹奏楽部
- 美術部

## 著名な関係者
- 藤本貴大（ショートトラックスピードスケート選手）
- 上原広士 (一等空尉)(元ブルーインパルスパイロット)